# Yuki Umeda
Yuki Umeda – japońska zapaśniczka w stylu wolnym. Wicemistrzyni Azji w 1997 roku.